# كوينابريل/هيدروكلورثيازيد
الكُوينابريل (بالإنجليزية: Quinapril)‏ و الهيدروكلوروثيازيد (بالإنجليزية: Hydrochlorothiazide)‏ يحتوي هذا الدواء على اِثنين من المكوِّنات الفعالة النشطة. يَنتَمي الكوينابريل Quinapril إلى مُثبِّطات الإنزيم المُحَوِّل للأنجيوتنسين الأوَّل angiotensin I converting enzyme (ACE)، وهو من الأَدوية المضادَّة لارتفاع ضَغط الدَّم. يَنتَمي الهيدروكلورثيازيد Hydrochlorothiazide إلى نوع من الأدوية تُدعى المدرَّاتِ الثِّيازيديَّة. يُعطى الكُوينابريل عن طَريق الفم بمقدار 10 ملغ مرَّة باليوم عندَ البالغين، ويمكن رفعُ الجرعة إلى 20-40 ملغ. أمَّا الهيدروكلورثيازيد، فيجب ألاَّ تتجاوز الجُرعةُ 50 ملغ في اليوم عن طَريق الفم كحدٍّ أقصى.

## آلية عمل الدواء
- الكُوينابريل هو من مثبطات الإِنزيم المحول للأنجيوتنسين الأوَّل، حيث يَعملُ من خِلال إعاقة عمل الإِنزيم المحوِّل للأنجيوتنسين ACE، والذي يَنجمُ عنه عادةً مُركَّب آخر يُدعَى الأنجيوتنسين الثَّانِي، كجُزءٍ من السَّيطرة على ضغط الدم، لأنَّ الأنجيوتنسين الثَّانِي يُسبِّب انقباضَ الأوعية الدَّموية وتَضيُّقها، ممَّا يزيد من الضَّغط داخل الأوعيَة الدَّموية. وبهذا يَسمَح الكُوينابريل للأَوعِية الدَّموية بالاسترخاء والتوسُّع. ويَكون التَّأثيرُ العام لهذا الدواء هو انخفاض ضغط الدم.
- يَعمَلُ الهيدروكلورثيازيد Hydrochlorothiazide على خفض ضغط الدم، وذلك عن طريق التخلُّص من فائض الأملاح والماء الزائد في الجسم عن طريق الكُلى. تُؤَثِّر مدرَّات البول في الكُلى، وتعمل من خِلال تَحفيز الكُليتين على زيادة كمِّية الأملاح المُفرَغة، مثل البوتاسيوم والصُّوديوم، والتي تَجري تَصفيتُها من الدم والبول. وعندما تجري تصفيةُ هذه الأملاح من الدَّم عن طريق الكُلى، فإنها تسحب الماءَ معها، حيث تزيد مدرَّاتُ البول من إزالة الأملاح من الدم، إلاَّ أنَّها تتسبَّب في استخلاص الماء من الدَّم والبول أيضاً.
- تُقلِّل إِزالةُ الماء من الدَّم من حَجم السَّوائل من الجسم. وهذا يُقلِّل الضَّغطَ داخل الأوعية الدَّموية. وبذلك، يمكن أن تُستخدَمَ مدرَّاتُ البول لخفض ضغط الدَّم المرتفِع.

## الأعراض الجانبية
- الشُّعور بالدُّوار أو الدوخة, أو النعاس, أو تَشوُّش أو تغيُّم الرؤية، أو تغيُّر في طريقة التفكير. لذلك، يجب تجنُّبُ القيادة، وتجنُّب القيام بالمهام والأنشطة التي تحتاج إلى يقظة ورؤية واضحة حتَّى يظهر مدى تأثير هذا الدَّواء في المريض.
- الإِحساس بدوخة عندَ القيامِ من وضعيَّة الجلوس أو الرُّقاد، لذلك يجب التحرُّكُ ببطء.
- جَفاف الفم. لذلك قد تفيد العنايةُ بنظافة الفم ومصِّ حلوى جافَّة أو مضغ اللبان «العلكة».
- مَذاق غير طَبيعي، ويعود إلى طَبيعتِه مرَّةً أخرى في الغالب.
- السُّعال.

## التخزين
- يُحفَظ الدَّواءُ في درجة حرارة الغرفة.
- يُحفَظ الدَّواءُ بعيداً عن الضَّوء.
- تُحفَظ الأقراصُ بَعيداً عن الرُّطوبة، ولا يجري تخزينُها في الحمَّام أو المطبخ.